# Sinal discreto

Discreto sinal amostrado

Um sinal discreto ou sinal discreto no tempo é uma série temporal constituída de uma seqüência de valores.
Diferentemente de um sinal contínuo, um sinal discreto não é uma função de um argumento contínuo, mas uma sequência de valores definido apenas em um conjunto discreto de instantes t. Um sinal discreto, no entanto, pode ter sido obtido através de um processo de amostragem sinal contínuo. Quando o sinal é amostrado em uma sequência uniformemente espaçada, o tamanho do intervalo de tempo entre duas amostras é chamado de período de amostragem e seu inverso de taxa de amostragem.

## Discretização de um sinal contínuo
Seja {\displaystyle f(t)} uma função que representa um sinal contínuo. Defina {\displaystyle f_{T}(t)} uma versão discreta de f, que consiste de uma sequência de quantidades representados da forma de Deltas de Dirac que coincidem com o valor da função {\displaystyle f(t)}:
{\displaystyle f_{T}(t)=\sum _{k=-\infty }^{\infty }f(kT)\delta (t-kT)}
onde consideraremos apenas os valores de {\displaystyle f(t)} para {\displaystyle t=kT,k\in \mathbb {Z} }, onte {\displaystyle T} é o períodos de amostragem.
Para representarmos a {\displaystyle f(t)} da forma discreta, podemos calculá-la por meio da Transformada de Fourier:
{\displaystyle f_{T}(t)=\sum _{k=-\infty }^{\infty }f(kT)\delta (t-kT)=\sum _{k=-\infty }^{\infty }f(t)\delta (t-kT)}
onde se usou o fato que:
{\displaystyle f(kT)\delta (t-kT)=f(t)\delta (t-kT)}
E assim
{\displaystyle f_{T}(t)=f(t)\sum _{k=-\infty }^{\infty }\delta (t-kT)=f(t)\delta _{T}(t)}
onde {\displaystyle \delta _{T}(t)=\textstyle \sum _{k=-\infty }^{\infty }\delta (t-kT)\displaystyle } é uma função periódica cuja série de Fourier é dada por:
{\displaystyle \delta _{T}(t)={\frac {1}{T}}\sum _{k=-\infty }^{\infty }e^{iw_{n}t}}
e, portanto, pelo propriedade da convolução, temos que a transformada de Fourier de f_T é dada po:  
{\displaystyle F_{T}(t)={\frac {1}{T}}\sum _{k=-\infty }^{\infty }F(w-w_{n})}